# Holštejnské údolí

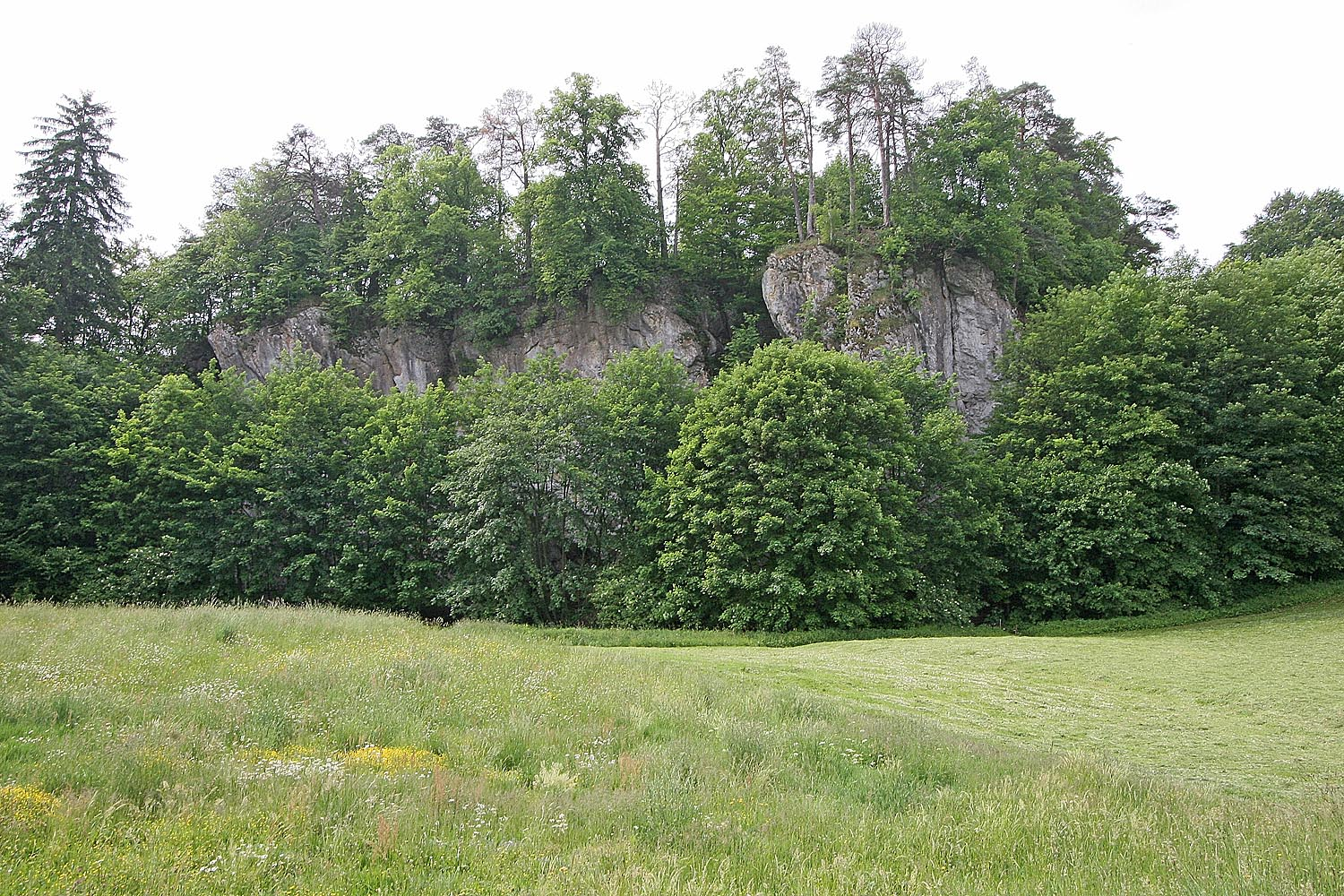
Část Holštejnského údolí se skálou, uvnitř které se nachází jeskyně Hladomorna

Holštejnské údolí (Holštejnský žleb) je poloslepé údolí v severní části Moravského krasu.
Jedná se z hlediska krasového zkoumání o velmi zajímavé místo, které bylo osídleno již za středověku, kdy zde na skále stál hrad Holštejn a pod ním se rozprostíralo středověké městečko. Obojí zde zaniklo, zůstal tu jen mlýn a až na počátku 18. století zde vznikl panský dvůr. V roce 1791 zde byla založena nová ves Holštejn.
O holštejnské údolí se v 19. století zajímali různí krasoví badatelé, např. Jindřich Wankel, Martin Kříž, Richard Trampler a další. Tito badatelé rozpoznali, že se jedná z hlediska krasové morfologie o významné místo Moravského krasu. Výzkumy zde byly prováděny již od poloviny 19. století a velkým tempem pokračovaly i ve století následujícím.
Holštejnské údolí vzniklo erozí potoka Bílá voda, který tekl dále Ostrovským žlebem a Suchým žlebem, kde se spojoval s Punkvou. Později si potok vyhloubil cestu podzemím a začal propadat v Holštejnském údolí. V současné době se propadá v propadání zvaném Nová Rasovna, při záplavách se část vod propadá do propadání Stará Rasovna.
Holštejnské údolí začíná na severním okraji vesnice Holštejn, kde končí Údolí Bílé vody táhnoucí se od Baldovce. V Holštejnském údolí do Bílé vody vtéká podzemím vody z ponornice ve Strážné, která leží směrem k Šošůvce. Z levé strany z Lipoveckého žlíbku vtéká do Bílé vody Lipovecký potok. Bílá voda se propadá na nejnižším místě Holštejnského údolí v Nové Rasovně do podzemí, ovšem tím ještě toto údolí nekončí, dále se zvedá a pokračuje svou poslední částí, která se nazývá Hrádský žleb, až ke křižovatce „U kaštanu“, kde přechází v Ostrovský žleb.
V Holštejnském údolí se nachází řada jeskyní: Jeskyně Lidomorna, Holštejnská jeskyně, Stará Rasovna, Nová Rasovna, Piková dáma, Spirálka, Třináctka, Michálka a další. Nachází se zde i několik závrtů, z nich je nejznámější Wankelův závrt.